# Pedro Manuel de Toledo
Pedro Manuel de Toledo (São Paulo, 29 de junio de 1860 - Río de Janeiro, 29 de junio de 1935) fue un abogado, diplomático y político brasileño. Fue el cuarto interventor federal en ocupar el gobierno del estado de São Paulo, cuando lideró a los paulistas en la Revolución Constitucionalista contra el gobierno de Getúlio Vargas en 1932. Además ocupó el Ministerio de Agricultura, y brevemente el de Transportes, durante el gobierno de Hermes da Fonseca.

## Biografía
Toledo nació en São Paulo y, entre sus antepasados destaca su abuelo Joaquim Floriano de Toledo quien fuera secretario particular del emperador Pedro I. Inició sus estudios en São Paulo pero se graduó de abogado en la Facultad de Derecho de Recife en 1884. Se asentó en el estado de Paraíba. De vuelta en São Paulo asumió el cargo de jefe de la policía en 1889. En 1895 fue diputado estadual de São Paulo y mantuvo ese cargo hasta 1910. Ese año, con la elección de Hermes da Fonseca como presidente de Brasil fue convocado para ocupar el despacho de ministro de agricultura entre 1910 y 1913. Asimismo, tuvo un brevísimo paso como ministro interino de transporte en 1913. En 1914 fue nombrado embajador del Brasil ante el Reino de Italia y, entre 1917 y 1919, ante el Reino de España. Finalmente, entre 1919 y 1926, ante la República Argentina. En este último cargo, ante la forma cómo trató a los exiliados de la revuelta paulista de 1924, el presidente Artur Bernardes decidió su salida. A raíz de esta decisión, se retiró de la vida pública y ejerció su profesión en Sao Paulo hasta 1932.
El 7 de marzo de 1932, fue nombrado interventor federal en el estado de São Paulo. En mayo de ese año, en contra de las directrices de Getúlio Vargas y bajo la presión de la población paulista, el Frente Único Paulista organizó la formación de un nuevo gabinete compuesto exclusivamente por nombres paulistas que defendían la bandera constitucionalista y de la autonomía del estado. El 22 de mayo de 1932, Getúlio Vargas envió a Oswaldo Aranha a São Paulo con la misión de detener la reforma e imponer al interventor paulista un gabinete que conviniera a los intereses del gobierno provisional. Sabiendo esto, el pueblo de São Paulo organizó una gran protesta los días 22 y 23 de mayo para mostrar su rechazo a la visita de Aranha y a la propia dictadura. La presión popular hizo fracasar la misión de Oswaldo Aranha, resultando en el mantenimiento de la propuesta de la FUP para el nuevo gabinete. 
En este cargo, participó en la Revolución Constitucionalista que tuvo lugar entre el 9 de julio y el 2 de octubre de 1932, siendo el comandante civil del movimiento que explotó tras la matanza ocurrida en la misma manifestación del 23 de mayo de 1932, en la que fueron asesinados Martins, Miragaia, Dráusio y Camargo dando origen al movimiento MMDC. 
El 10 de julio de ese año, tras el estallido de la sublevación, Pedro de Toledo dimitió como Interventor de São Paulo y fue entonces aclamado Gobernador de São Paulo por el pueblo, cargo que ocupó hasta el final del conflicto. Después de tres meses de combates en los cuatro rincones del estado, São Paulo fue derrotado militarmente y Pedro de Toledo fue depuesto en la tarde del 2 de octubre por el comandante general de la Fuerza Pública de São Paulo, el coronel Herculano de Carvalho e Silva, que ese día ya seguía órdenes de Getúlio Vargas. 
Su deposición fue realizada por una comisión de oficiales de la Fuerza Pública nombrada por su comandante general, formada por el coronel Eduardo Lejeune, el mayor Mario Rangel y el capitán João Francisco da Cruz, que hizo el anuncio oficial y pidió las cuentas al gobierno del estado. En la misma fecha, el coronel Herculano fue nombrado por Getúlio Vargas interventor militar interino del Estado, a la espera de la llegada del interventor militar nombrado oficialmente por el gobierno provisional. Pocos días después fue detenido en Río de Janeiro, junto con otros líderes civiles y militares de la sublevación. El 1 de noviembre de ese año fue deportado a Portugal, donde vivió exiliado hasta que se le concedió una amnistía general en mayo de 1934, fecha en la que regresó a Brasil y fue recibido a su llegada con amplios homenajes de las autoridades y del pueblo. 
Falleció en la ciudad de Río de Janeiro en 1935 y, en 1957, sus restos mortales fueron trasladados al Monumento Mausoleo del Soldado Constitucionalista en el Parque Ibirapuera, São Paulo